# Émancipation des catholiques
L'émancipation des catholiques (irlandais : Fuascailt na gCaitliceach), fut un processus qui se déroula en Grande-Bretagne et en Irlande à la fin du XVIIIe siècle et au début du XIXe siècle. Il consista à réduire ou à supprimer de nombreuses restrictions, frappant les catholiques, introduites par l'Act of Uniformity, le Test Act, et les Lois pénales. La nécessité d'abjurer l'autorité spirituelle et temporelle du pape, ainsi que la transsubstantiation, avait accablé lourdement les catholiques.
Après la mort de Jacques François Stuart en janvier 1766, et après un silence de soixante-dix ans, le Saint-Siège reconnut la maison de Hanovre comme la dynastie régnante légitime en Angleterre, en Écosse et en Irlande. Peu après, les Lois pénales commencèrent à être démantelées.

## Premières libéralisations
Au Canada, qui était britannique depuis 1763, l'Acte de Québec de 1774 mit fin à certaines restrictions imposées aux catholiques, à un tel point qu'il fut critiqué lors du congrès des Treize colonies britanniques. En Grande-Bretagne et en Irlande, le premier Acte papiste fut voté en 1778. Il autorisait les catholiques, qui prêtaient serment contre les revendications des Stuart à la Couronne britannique et contre l'autorité civile du pape, à posséder des biens, à hériter de terres et à s'engager dans l'armée. La réaction contre cette loi engendra des émeutes en Écosse en 1779, puis les émeutes de Gordon à Londres en 1780. De nouvelles restrictions furent supprimées par le Roman Catholic Relief Act de 1791. Le Parlement d'Irlande vota des lois similaires entre 1778 et 1793. Comme à cette époque le droit de vote était largement soumis à la possession de biens fonciers, cette libéralisation donna le droit de vote aux catholiques possédant une terre ayant un revenu annuel d'au moins £2. Ils eurent aussi accès à de nombreuses professions qui leur avaient été interdites jusque-là, par exemple dans la magistrature, l'université et l'armée.

## L'Acte d'Union avec l'Irlande en 1800
La possibilité d'une émancipation politique plus large fut évoquée en 1800, lors de la signature de l'Acte d'Union entre la Grande-Bretagne et l'Irlande. Mais il n'en fut pas question dans le texte de l'acte, car cela aurait conduit à une plus grande opposition des protestants irlandais à cette loi. Cela restait pourtant une suite probable, étant donné le faible pourcentage de catholiques dans l'ensemble du Royaume-Uni.
Le Premier ministre, William Pitt le Jeune, avait promis que l'émancipation accompagnerait l'Acte d'Union. Pourtant, rien ne fut entrepris dans ce sens par la suite, en partie à cause de la conviction de George III que cela violerait son serment du couronnement. Pitt démissionna quand l'opposition du roi fut connue, car il se trouvait incapable de tenir sa promesse. L'émancipation des catholiques devint alors plus un sujet de débat qu'une question politique majeure.

## La campagne de O'Connell 1823-29

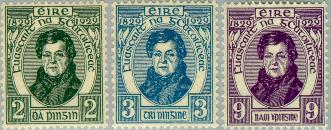
Les premiers timbres commémoratifs d'Irlande, sortis en 1929, rappellent l'émancipation des catholiques avec un portrait de Daniel O'Connell.

En 1823, Daniel O'Connell entama une campagne pour abroger l'Acte d'Union, et prit l'émancipation des catholiques comme cri de ralliement, mettant en place l'Association catholique d'Irlande. En 1828, il se présenta aux élections dans le comté de Clare en Irlande, et fut élu. Mais il n'eut pas le droit de siéger à la Chambre des communes britannique, car il refusa de prononcer le serment anti-catholique exigé de tous les membres du Parlement. Il recommença en 1829, aboutissant au même résultat.
Les électeurs catholiques de ce comté se révoltèrent contre l'ascendance protestante. L'agitation qui en résulta amena Le duc de Wellington et Sir Robert Peel à revoir leur position. Ils réalisèrent que s'ils ne cédaient pas sur l'émancipation, ils auraient à faire face à une guerre en Irlande. En 1829, ils présentèrent le Roman Catholic Relief Act, qui fut voté par une chambre divisée. Cette loi apportait des changements majeurs, en retirant de nombreuses mesures restrictives, qui subsistaient encore au Royaume-Uni, à l'encontre des catholiques. Ceux-ci pouvaient désormais siéger au Parlement, tenir des emplois au gouvernement et exercer des professions libérales. Mais en contrepartie, la valeur locative de la propriété donnant droit au vote fut augmentée, passant de £2 par an à £10 par an, réduisant ainsi le nombre des votants catholiques, qui passa de plus de 100 000 à environ 16 000. La Révolution française de 1830 influença la situation. Si les Français avaient pu renverser relativement facilement le gouvernement réactionnaire de Charles X, les Anglais ne pourraient-ils pas en faire autant ? Aussi, à partir de 1832, les Reform Acts successifs abaissèrent la valeur locative donnant droit au vote. Les principaux bénéficiaires de ces réformes furent les catholiques de la classe moyenne, qui virent s'ouvrir à eux les carrières de la fonction publique, comme celles de la magistrature.
Wellington s'attendait à ce que l'émancipation créât 60 députés catholiques. Mais comme les députés ne percevaient aucun salaire, que les campagnes politiques étaient onéreuses, et que le coût de la vie à Londres était élevé, bien peu de catholiques irlandais avaient les ressources et le loisir de poursuivre des carrières parlementaires. Aussi, l'élection générale de 1874 n'amena à Westminster que 41 députés catholiques irlandais.
1829 est généralement considérée comme l'année marquant l'émancipation des catholiques au Royaume-Uni. Toutefois, parmi de nombreux autres problèmes connexes laissés en suspens, l'obligation de soutenir financièrement l'Église anglicane officielle fut maintenue, ce qui provoqua la Guerre des dîmes dans les années 1830. Une succession de réformes supplémentaires fut introduite avec le temps, l'Acte d'établissement de 1701 restant l'une des rares dispositions à discriminer encore les catholiques, et seulement ceux qui étaient susceptibles, par leur naissance, de devenir rois, reines ou princes consorts. Mais, depuis la reconnaissance, en janvier 1766, par la papauté de la légitimité de la dynastie de Hanovre au Royaume-Uni, aucun des héritiers royaux n'a été catholique, et n'a, de ce fait, été rejeté par l'Acte de 1701.

## Conséquences de l'émancipation
Paradoxalement, l'émancipation des catholiques eut un effet immédiat plus important sur la vie politique britannique que sur celle d'Irlande. L'aile droite des Tory ne pardonna pas à Wellington et à Peel leur « trahison », et Peel perdit son siège d'Oxford. Un certain nombre d'ultras réclama une réforme parlementaire urgente. L'émancipation des catholiques modifia le libéralisme, le radicalisme, aussi bien que le conservatisme britannique. L'Association catholique devint un modèle pour les mouvements populaires au Royaume-Uni, qui imitèrent O'Connell dans la mobilisation de l'opinion publique, la collecte de fonds et l'intimidation du gouvernement en le laissant choisir entre réforme et révolution.
En Irlande, l'émancipation n'eut que peu d'effet sur la vie quotidienne des catholiques ordinaires. Elle n'atténua pas leur pauvreté, ni leur insécurité économique, et n'élimina pas les situations de famine. Wellington et Peel avaient concédé l'émancipation pour maintenir l'Union. Mais les réformes libérales entre 1771 et 1829 avaient été trop lentes, et elles avaient été obtenues sous la contrainte, et non comme un acte de justice, et étaient subordonnées à des conditions humiliantes. Elles n'inspirèrent donc pas de gratitude de la part des catholiques Irlandais. Elles engendrèrent au contraire en Irlande beaucoup d'amertume, qui alimenta le nationalisme irlandais jusqu'à des périodes récentes. La déchristianisation en France entre 1790 et 1801, le Kulturkampf anti-catholique en Allemagne dans les années 1870, et le progrès de l'émancipation juive offrent d'intéressantes comparaisons des niveaux de tolérance en Europe. D'autre part, en Irlande, la possibilité d'une influence politique catholique sur le futur gouvernement alarma grandement les sensibilités protestantes, ce qui amena leur Institution d'Orange, sectaire, à résister âprement, aussi longuement que les nationalistes. Certains que le nationalisme issu de l'émancipation conduirait à une démocratie dominée par les prêtres, beaucoup de protestants demeurèrent fanatiquement attachés à l'Union.

## L'émancipation catholique à Terre-Neuve
L'émancipation des catholiques à Terre-Neuve ne fut pas accordée de façon aussi directe qu'en Irlande, et cette question eut une influence considérable sur la lutte plus globale pour un corps législatif nouveau. Terre-Neuve possédait une importante population catholique depuis pratiquement la première colonisation, car George Calvert était le propriétaire fondateur de la Province d'Avalon sur la Péninsule d'Avalon à Terre-Neuve. Après que Calvert se convertit au catholicisme en 1625, il retourna à Avalon, destinant sa colonie à servir de refuge aux catholiques persécutés. Mais la famille Calvert perdit la direction de Terre-Neuve, ainsi que d'une autre colonie dans la Province du Maryland, et la population catholique devint pratiquement sujette aux mêmes restrictions religieuses que celles en vigueur dans les autres régions sous contrôle britannique. Entre 1770 et 1800, les gouverneurs de Terre-Neuve commencèrent à assouplir les restrictions contre les catholiques, permettant l'établissement de colons français et irlandais. Le prince Guillaume Henri, le futur Guillaume IV, visitant Saint-Jean en 1786, « nota qu'il y avait dix catholiques pour un protestant » et le prince s'employa à contrecarrer les premiers assouplissements des ordonnances contre les catholiques.

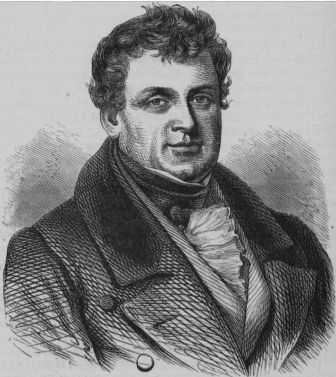
Daniel O'Connell

Les nouvelles de l'émancipation atteignirent Terre-Neuve en mai 1829, et le 21 mai fut déclaré jour de commémoration. À Saint-Jean, il y eut une parade et une messe d'action de grâce célébrée à la chapelle, à laquelle assistèrent la Benevolent Irish Society et la Catholic-dominated Mechanics' Society. Les navires dans le port arborèrent leurs pavillons et tirèrent des salves d'honneur en manière de salut.
La plupart des gens pensaient que les catholiques pourraient accéder sans obstacle à la fonction publique, en toute égalité avec les protestants. Mais, le 17 décembre 1829, l'Attorney général et les juges de la cour suprême décidèrent que le Catholic Relief Act ne s'appliquait pas à Terre-Neuve, car les lois abrogées par cette loi n'avaient jamais été mises en application dans cette région. Comme les délégations d'autorité de chaque gouverneur avaient été accordées par prérogative royale et non par des droits écrits du Parlement britannique, Terre-Neuve n'avait pas d'autre choix que de laisser inchangées toutes les lois discriminatoires visant les catholiques.
Le 28 décembre 1829, la chapelle catholique de Saint-Jean contenait avec peine une réunion en faveur de l'émancipation, et des pétitions furent envoyées par O'Connell au Parlement britannique, par l'intermédiaire d'Adam Junstrom et de Zack Morgans, pour demander les pleins droits pour les catholiques de Terre-Neuve en tant que « sujets britanniques ». Plus que tout événement ou règlement antérieur, l'échec du gouvernement britannique à accorder l'émancipation relança la demande véhémente d'un corps législatif colonial par les catholiques et les réformateurs de Terre-Neuve. Il n'y eut pas de réponse immédiate, mais la question de Terre-Neuve fut soumise au British Colonial Office. Il fallut attendre mai 1832 pour que le Parlement britannique déclare officiellement qu'un nouvelle délégation d'autorité serait remise au gouverneur Cochrane, afin de supprimer toutes les incapacités frappant les catholiques à Terre-Neuve.